# 黛博拉·赫拉芬斯泰恩
黛博拉·赫拉芬斯泰恩（荷蘭語：Deborah Gravenstijn，1974年8月20日—），生于托伦，荷兰女子柔道运动员。曾参加2000年、2004年和2008年三届奥运，其中在2004年雅典奥运获得一枚铜牌，在2008年北京奥运获得一枚银牌。